# Lewis Askey
Lewis Askey (Cannock, 4 de mayo de 2001) es un ciclista del Reino Unido que corre para el equipo
Groupama-FDJ.

## Palmarés

### Ciclocrós
2023-2024
- 3.º en el Campeonato del Reino Unido de Ciclocrós

### Ruta
2021
- 1 etapa del Ronde d'Isard

2024
- 2.º en el Campeonato del Reino Unido en Ruta

2025
- Boucles de l'Aulne
- 1 etapa de los Cuatro Días de Dunkerque

## Resultados en Grandes Vueltas
| Carrera | Carrera         | 2020 | 2021 | 2022 | 2023  | 2024 | 2025  |
| ------- | --------------- | ---- | ---- | ---- | ----- | ---- | ----- |
|         | Giro de Italia  | —    | —    | —    | —     | 93.º | —     |
|         | Tour de Francia | —    | —    | —    | —     | —    | 127.º |
|         | Vuelta a España | —    | —    | —    | 105.º | —    | —     |

―: no participa
Ab.: abandono

## Equipos
- Groupama-FDJ Continental (2020-2021)
- Groupama-FDJ (2022-)